# آغا حسين باشا
آغا حسين باشا (بالتركية: Ağa Hüseyin Paşa)‏ هو سياسي عثماني، تولى منصب سرعسكر.

## مناصبه
تولى المناصب التالية:
- سرعسكر (1826–1827)